# Heinrich Christian von Hüser
Heinrich Christian von Hüser (* 1741; † 26. Dezember 1821) war ein preußischer Oberst und Chef der Reitenden Artillerie. 

## Leben

### Herkunft und Familie
Heinrich Christian war Angehöriger eines alten Adelsgeschlechts aus dem Fuldaer Raum.
Er vermählte sich mit Sabine Henriette Christiane Michaelis (1748–1788). Aus der Ehe gingen wenigstens die Söhne Ludwig von Hüser († 1850), preußischer Hauptmann und Heinrich von Hüser (1782–1857), preußischer General der Infanterie hervor.

### Werdegang
Hüser trat im Jahr 1762 in die preußische Artillerie ein und wurde im selben Jahr Sekondeleutnant. 1774 avancierte er zum Premierleutnant und 1779 zum Stabskapitän. Er setzte eine Laufbahn fort und stieg 1785 zum Premierkapitän sowie 1793 zum Major auf. 1795 wurde er zum Oberstleutnant befördert und als solcher im 3. Artillerie-Regiment während der Revue vom 30. Mai bis zum 2. Juni 1799 in Petershagen mit dem Orden Pour le Mérite ausgezeichnet. Schließlich 1801 avancierte Hüser zum Oberst. 1805 wurde er Regimentschef der Reitenden Artillerie und hat 1813 seinen Abschied mit Pension erhalten.